# Мухамедьяров, Альфред Муллагалиевич
Альфред Муллагалиевич Мухамедьяров (род. 23 января 1935, село Кармаскалы) — экономист, член-корреспондент АН РБ (1995), доктор экономических наук (1984), профессор (1985), заслуженный деятель науки РБ (1997).

## Биография
Мухамедьяров Альфред Муллагалиевич родился 23 января 1935 года в селе Кармаскалы Кармаскалинского района БАССР.
В 1957 году окончил Уфимский авиационный институт. После окончания института работал инженером-конструктор ОКБ, инженером патентного отдела завода.
С 1963 по 1966 годы учился в аспирантуре. Кандидатскую диссертацию защитил в Московском институте народного хозяйства им. Плеханова в 1968 году.
С 1966 года работал заведующим отделом Всесоюзного научно-исследовательского института пленочных материалов в г. Москве.
Докторскую диссертацию защитил тоже в Московском институте народного хозяйства им. Плеханова в 1984 году.
С 1974 года работал ст. преподавателем, доцентом, профессором Московского института народного хозяйства им. Плеханова. Заведующий кафедрой Уфимского авиационного института (1987—2004), профессор БАГСУ; одновременно заместитель директора Института экономики и социологии УНЦ РАН (1992—1997).
Научные направления работы Мухамедьярова: проблемы обновления промышленной продукции; структурная перестройка производства; НИОКР; управление инновационным процессом; научный потенциал региона и отрасли; оценка собственности и бизнеса; инновационный менеджмент.
Учениками Мухамедьярова являются около 30 докторов и кандидатов наук.
Является заместителем председателя регионального диссертационного совета по защите докторских и кандидатских диссертаций УНЦ РАН, членом-корреспондентом Международной славянской академии по науке и образованию.

## Труды
Мухамедьяров Альфред Муллагалиевич — автор 250 научных работ, включая 21 монографию, 15 учебников и учебных пособий (из них 5 с грифом Министерства образования и науки РФ).
- Разработка, внедрение и эксплуатация новой техники. — М.: Московский рабочий, 1979.
- НПО. Формирование, развитие, эффективность. — М.: Экономика, 1981.
- Совершенствование хозяйственного расчета в НИИ, КБ. — Уфа: Башкнигоиздат, 1984.
- Хозрасчет и самоуправление коллектива. — М.: Профиздат, 1988.
- Научный потенциал: формирование, структура, эффективность. — Уфа: УГАТУ, 2000.
- Экономическая энциклопедия регионов России (Республика Башкортостан). — М.: Экономика, 2004 (соавтор).
- Региональная инновационная система: развитие, функционирование, оценка и эффективность. — Уфа: Гилем, 2010.
- Методология оценки функционирования инновационных систем. — Уфа: АНРБ, Гилем, 2012.
- Инновационный менеджмент: учебное пособие. — 4-е изд. перераб. и доп. — М: ИНФРА-М, 2017.
- Истоки перманентного отставания России в промышленном  развитии и потенциальные возможности его изменения (опыт, тенденции, перспективы). — Уфа: Башкирская энциклопедия, 2022.
- Мухамедьяров А.М. Арабская наука и особенности научно-технического развития европейских стран. — Уфа: Башкирская энциклопедия, 2023.

## Награды и звания
- Заслуженный деятель науки РБ (1997)